# كالفين لويس
كالفين لويس (23 مارس 1965 - ) (بالإنجليزية: Calvin Lewis)‏ هو لاعب كريكت أمريكي. شارك مع منتخب جزر العذراء الامريكية للكريكت ‏.

## وصلات خارجية
- كالفين لويس على موقع إي آس بي آن كريك إنفو (الإنجليزية)